# Giuseppe Gjergja
 Ovo je glavno značenje pojma Giuseppe Gjergja. Za druga značenja pogledajte Giuseppe Gjergja (razdvojba).
Giuseppe 'Pino' Gjergja (Zadar, 24. studenoga 1937.) hrvatski je košarkaš i trener, bivši jugoslavenski reprezentativac i izbornik hrvatske reprezentacije. Često se u medijima spominje i kroatizirana varijanta njegovog imena i prezimena - Josip Đerđa.
Igrao je na položaju beka. Igrao je '60-ih i '70-ih. Jedan je od legendarnih igrača KK "Zadar".
Kao igrač osvojio je srebro na Svjetskom prvenstvu 1963. u Brazilu, ponovio ga četiri godine kasnije u Urugvaju, i srebro na Europskom prvenstvu 1965. u SSSR-u. Sa Zadrom, čiji su vodeći igrači bili on i Krešimir Ćosić, pet puta je bio prvak Jugoslavije (1965, 1967, 1967/68, 1973/74 i 1974/75).

## Životopis
Roditelji su mu Eugen i Ruža. Supruga mu je Marija Šimović-Gjergja koja je učiteljicom po zanimanju. U braku su mu rođena dvojica sinova (podatak iz 1993.). Školovao se na Višoj pomorskoj školi i na Višoj trenerskoj školi.
Godine 1994. postao je dobitnikom Državne nagrade za šport "Franjo Bučar", a godine 2014. i Državne nagrade za šport "Franjo Bučar" za životno djelo.